# 亚当·斯托克豪森
亚当·斯托克豪森（Adam Stockhausen，1972年11月30日—）是一位美国美术指导。

## 生平
他生长于威斯康星州的Brookfield, 1995年毕业于马凯特大学戏剧艺术专业，并于1999年获得耶鲁大学的美术硕士学位。

## 事业
他与Alice Baker因2013年电影《为奴十二年》获得奥斯卡最佳艺术指导提名。2014年电影《布达佩斯大饭店》再次入围奥斯卡最佳美术指导奖并获奖。